# Olympische Sommerspiele 1976/Leichtathletik – 400 m Hürden (Männer)

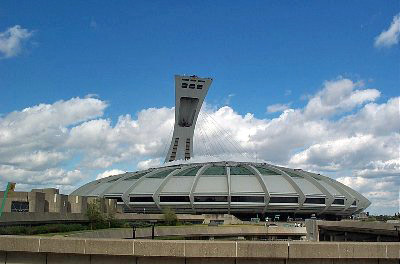
Das Olympiastadion in Montreal

Der 400-Meter-Hürdenlauf der Männer bei den Olympischen Spielen 1976 in Montreal wurde vom 23. bis zum 25. Juli 1976 im Olympiastadion Montreal ausgetragen. 22 Athleten nahmen teil.
Olympiasieger wurde der US-Amerikaner Edwin Moses. Er gewann in der neuen Weltrekordzeit von 47,64 s vor seinem Landsmann Michael Shine und Jewgeni Gawrilenko aus der Sowjetunion.
Mit Harald Schmid nahm ein Athlet aus der Bundesrepublik Deutschland teil. Schmid erreichte das Halbfinale und wurde in seinem dortigen Lauf disqualifiziert.

Läufer aus der DDR, der Schweiz, Österreich und Liechtenstein nahmen nicht teil.

## Rekorde

### Bestehende Rekorde
| Weltrekord         | 47,82 s | John Akii-Bua ( Uganda) | Finale OS München, BR Deutschland |
| Olympischer Rekord | 47,82 s | John Akii-Bua ( Uganda) | Finale OS München, BR Deutschland |

### Rekordverbesserung
Der US-amerikanische Olympiasieger Edwin Moses verbesserte den bestehenden olympischen Rekord, gleichzeitig Weltrekord, im Finale am 24. Juli um achtzehn Hundertstelsekunden auf 47,64 s.

## Durchführung des Wettbewerbs
Die Athleten traten am 23. Juli zu vier Vorläufen an. Die jeweils vier Laufbesten – hellblau unterlegt – erreichten das Halbfinale am 24. Juli. Hieraus qualifizierten sich ebenfalls die vier Laufbesten – hellblau unterlegt – für das Finale, das am 25. Juli stattfand.

## Zeitplan
23. Juli, 10:00 Uhr: Vorläufe

24. Juli, 15:00 Uhr: Halbfinale

25. Juli, 17:30 Uhr: Finale
Anmerkung:
Alle Zeiten sind in Ortszeit Montreal (UTC−5) angegeben.

## Vorrunde
Datum: 23. Juli 1976, ab 10:00 Uhr

### Vorlauf 1
| Platz | Name               | Nation       | Zeit    |
| ----- | ------------------ | ------------ | ------- |
| 1     | Stavros Tziortzis  | Griechenland | 50,42 s |
| 2     | Dámaso Alfonso     | Kuba         | 50,76 s |
| 3     | Jean-Claude Nallet | Frankreich   | 50,77 s |
| 4     | José Carvalho      | Portugal     | 50,99 s |
| 5     | Don Hanly          | Australien   | 51,90 s |

### Vorlauf 2
| Platz | Name                   | Nation         | Zeit    |
| ----- | ---------------------- | -------------- | ------- |
| 1     | Quentin Wheeler        | USA            | 50,32 s |
| 2     | Harald Schmid          | BR Deutschland | 50,57 s |
| 2     | Jean-Pierre Perrinelle | Frankreich     | 50,78 s |
| 4     | Dmitri Stukalow        | Sowjetunion    | 50,78 s |
| 5     | Peter Grant            | Australien     | 51,07 s |

### Vorlauf 3
| Platz | Name               | Nation              | Zeit    |
| ----- | ------------------ | ------------------- | ------- |
| 1     | Michael Shine      | USA                 | 50,91 s |
| 2     | Jewgeni Gawrilenko | Sowjetunion         | 50,93 s |
| 3     | Jerzy Hewelt       | Polen               | 51,39 s |
| 4     | Janko Bratanow     | Bulgarien           | 51,84 s |
| 5     | Abdul Latif Abbas  | Kuwait              | 53,06 s |
| 6     | Conrad Mainwaring  | Antigua und Barbuda | 54,67 s |

### Vorlauf 4
| Platz | Name            | Nation         | Zeit    |
| ----- | --------------- | -------------- | ------- |
| 1     | Edwin Moses     | USA            | 49,95 s |
| 2     | Alan Pascoe     | Großbritannien | 51,66 s |
| 3     | Georgios Parris | Griechenland   | 51,91 s |
| 4     | Julio Ferrer    | Puerto Rico    | 52,45 s |
| 5     | Kamil Al-Abbasi | Saudi-Arabien  | 55,00 s |
| DNF   | Jesús Villegas  | Kolumbien      |         |

## Halbfinale

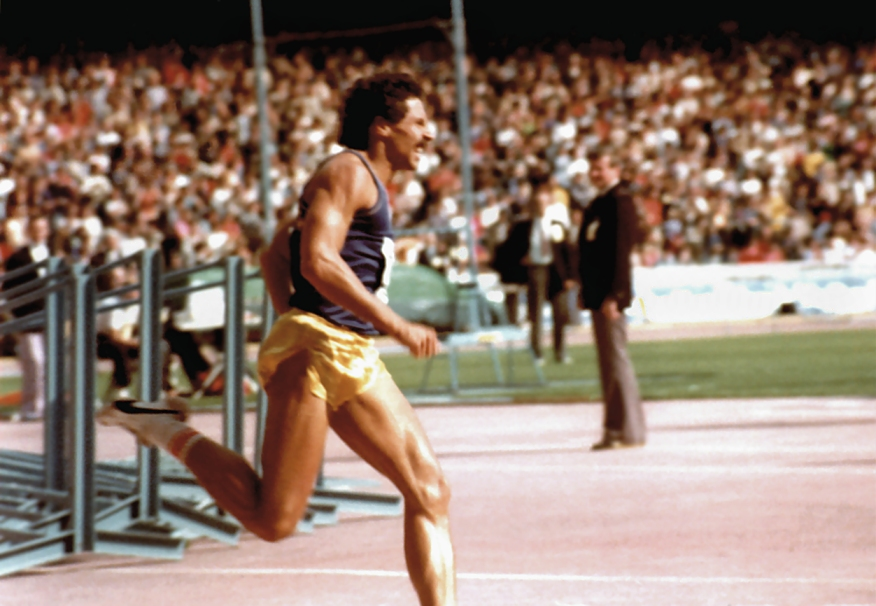
Harald Schmid – disqualifiziert im ersten Halbfinale

Datum: 24. Juli 1976, ab 15:00 Uhr

### Lauf 1
| Platz | Name                   | Nation         | Zeit    |
| ----- | ---------------------- | -------------- | ------- |
| 1     | Michael Shine          | USA            | 49,90 s |
| 2     | José Carvalho          | Portugal       | 49,97 s |
| 3     | Janko Bratanow         | Bulgarien      | 50,11 s |
| 4     | Quentin Wheeler        | USA            | 50,22 s |
| 5     | Dmitri Stukalow        | Sowjetunion    | 50,47 s |
| 6     | Jean-Pierre Perrinelle | Frankreich     | 50,82 s |
| DNF   | Georgios Parris        | Griechenland   |         |
| DSQ   | Harald Schmid          | BR Deutschland |         |

### Lauf 2
| Platz | Name               | Nation         | Zeit    |
| ----- | ------------------ | -------------- | ------- |
| 1     | Edwin Moses        | USA            | 48,29 s |
| 2     | Jewgeni Gawrilenko | Sowjetunion    | 49,73 s |
| 3     | Dámaso Alfonso     | Kuba           | 49,84 s |
| 4     | Alan Pascoe        | Großbritannien | 49,95 s |
| 5     | Jean-Claude Nallet | Frankreich     | 50,08 s |
| 6     | Stavros Tziortzis  | Griechenland   | 50,30 s |
| 7     | Jerzy Hewelt       | Polen          | 50,57 s |
| 8     | Julio Ferrer       | Puerto Rico    | 51,04 s |

## Finale

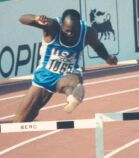
Edwin Moses (hier im Jahr 1987) feierte mit dem Olympiasieg seinen ersten großen internationalen Erfolg
Auf diesem Foto von den Europameisterschaften 1974 finden sich drei erfolgreiche Teilnehmer dieser Spiele: Jewgeni Gawrilenko (Nr. 830) – Bronzemedaille Alan Pascoe (Nr. 331) – Rang acht Stavros Tziortzis (Nr. 528) – Sechster HF 2

Datum: 25. Juli 1976, 17:30 Uhr
| Platz | Name               | Nation         | Zeit    | Anmerkung |
| ----- | ------------------ | -------------- | ------- | --------- |
| 1     | Edwin Moses        | USA            | 47,64 s | WR        |
| 2     | Michael Shine      | USA            | 48,69 s |           |
| 3     | Jewgeni Gawrilenko | Sowjetunion    | 49,45 s |           |
| 4     | Quentin Wheeler    | USA            | 49,86 s |           |
| 5     | José Carvalho      | Portugal       | 49,94 s |           |
| 6     | Janko Bratanow     | Bulgarien      | 50,03 s |           |
| 7     | Dámaso Alfonso     | Kuba           | 50,19 s |           |
| 8     | Alan Pascoe        | Großbritannien | 51,29 s |           |

Als Favorit galt ursprünglich der ugandische Olympiasieger von 1972, John Akii-Bua, der jedoch auf Grund des Boykotts der afrikanischen Staaten, dem sich auch Uganda angeschlossen hatte, nicht teilnehmen konnte. So gab es keinen eindeutigen Goldkandidaten. Zum Kreis der Medaillenanwärter zählten die US-Amerikaner Edwin Moses, Quentin Wheeler und Michael Shine sowie die Medaillengewinner der Europameisterschaften 1974, Alan Pascoe, Großbritannien, der jedoch an einer Beinverletzung laborierte, Jean-Claude Nallet, Frankreich, und Jewgeni Gawrilenko, UdSSR. Von den Mitfavoriten schied Nallet im Halbfinale aus. Besonders stark präsentierte sich in seinem Halbfinale dagegen Edwin Moses.
Moses dominierte das Finalrennen von Beginn an. Er legte ein scharfes Tempo vor, dem in dieser Form keiner seiner Kontrahenten gewachsen war. Mit deutlichem Vorsprung bog Edwin Moses in die Zielgerade ein, baute dort den Abstand sogar noch weiter aus und wurde mit einem Vorsprung von 1,05 Sekunden auf Michael Shine Olympiasieger. Jewgeni Gawrilenko gewann mit weiteren siebzehn Hundertstelsekunden Rückstand die Bronzemedaille vor Quentin Wheeler und dem Portugiesen José Carvalho. Diese fünf Läufer unterboten die 50-Sekunden-Marke. In Mexiko-Stadt und München waren jeweils sieben Finalteilnehmer unter dieser Marke geblieben. Edwin Moses erzielte mit 47,64 Sekunden einen neuen Weltrekord und unterbot John Akii-Buas Siegerzeit von München um fast zwei Zehntelsekunden.
Edwin Moses gewann im sechzehnten olympischen Finale über 400 Meter Hürden die zwölfte US-Goldmedaille. Gleichzeitig war es der sechste Doppelerfolg der USA bei Olympischen Spielen über diese Distanz.

## Videolinks
- Edwin Moses Win Gold Medal –1976 Olympic Games, youtube.com, abgerufen am 10. Oktober 2021
- 1976 Montreal Olympic Games – Hurdles Finals, youtube.com, abgerufen am 14. Dezember 2017